# Тато (фільм, 2004)
«Тато» — російський драматичний художній фільм 2004 року, знятий Володимиром Машковим за мотивами п'єси Олександра Галича «Матроська тиша».

## Сюжет
Наприкінці 1920-х років у маленькому українському містечку Тульчині проживає єврейська сім'я: Абрам Ілліч Шварц і його 12-річний син Давид. Батько тримає невеликий склад і захоплюється колекціонуванням листівок, син навчається грі на скрипці, а у вільний час гуляє з вуличними хлопчаками і сусідською дівчинкою Танею Сичовою.
Одного разу до Абрама приходить старий товариш Меєр Вольф, який побував у Єрусалимі і повернувся на батьківщину до Тульчина. Абрам показує йому свою колекцію і виявляє пропажу трьох листівок: Давид вкрав їх, щоб поставити на кін у вуличних іграх з Ленчиком — ватажком місцевих хуліганів. Абрам знаходить сина на вулиці і б'є його на очах Меєра Вольфа і всіх сусідів. Меєр Вольф радить Давиду не ображатися на батька і розповідає, що «Стіна Плачу» не справила на нього враження. Увечері Абрам сильно напивається, ще кілька разів свариться і мириться з Давидом і передрікає йому успішне життя.
Минає десять років. Давид — найкращий студент Московської консерваторії, активно виступає з концертами. Він користується успіхом у жінок, у нього друзі в творчих колах Москви, Таня Сичова — його наречена. Одного разу під час вечірки з Танею, друзями і партійним секретарем Чернишовим в гуртожиток до Давида приїжджає Абрам, провідати сина і подивитися Москву. Але Давид не радий його приїзду: по-перше, він соромиться неохайного вигляду батька, а по-друге, Абрам у присутності Чернишова розповідає, що все ще в Тульчині займається комерцією, через що Давид побоюється серйозних проблем. Давид проганяє батька, і той їде додому.
Дія переноситься вперед ще на кілька років. Починається німецько-радянська війна. Давиду на фронт приходить лист про те, що батько розстріляний німцями в Тульчинському гетто. Пізніше Давид отримує контузію, поранення руки і опиняється в санітарному поїзді, де медсестрою служить його давня знайома — поетеса, активістка консерваторії Людмила Шутова. Від неї Давид дізнається, що Таня жива і чекає його вдома.
У Давида газова гангрена руки, загрожує ампутація. У маренні йому є батько. Вони розмовляють. Батько розповідає, як його стратили разом з Меєром Вольфом, А Давид — як вони потім відбили його. У Тульчині Давид побачив знайому стіну, у якій в дитинстві грав з хлопцями, і згадав розповідь Меєра Вольфа про «Стіну Плачу».
Давид переживає, що не зможе більше грати на скрипці, але Абрам заспокоює сина: зате він повернеться з війни героєм, а на скрипці навчиться грати його маленький син, як колись навчився грати він сам. Давид просить у батька вибачення за скандал у гуртожитку, але Абрам каже, що вже забув про це, проте злегка докоряє сина за вкрадені листівки. Після цього батько назавжди прощається з Давидом і обіцяє приснитися йому коли-небудь ще раз.
Фільм завершується написом: «Нашим татам присвячується».

## Режисер про свій фільм
«Історія, розказана в цьому фільмі, — стародавня вічна історія про кохання, зраду і прощення. Ця історія укладена в коло життя, за яким нас веде любов до батьків. Батьки — єдині люди на землі, що люблять нас безкорисливо, ні за що. Але платити за цю любов ми не завжди здатні. Помилково вважається, що діти — наше майбутнє. Це не так. Наше майбутнє за батьками, тому що ми йдемо до них, всіх нас чекає один кінець, один результат. І від того, наскільки близький цей наш шлях до батьків, наскільки він наповнений щирою любов'ю, залежать наші відносини з власними дітьми. Діти йдуть за нами, ми — їх майбутнє». — Володимир Машков.

## Актори і ролі

### У головних ролях
- Володимир Машков — Абрам Ілліч Шварц
- Єгор Бероєв — Давид Шварц, син Абрама
- Андрій Розендент — Давид Шварц (у віці дванадцяти років)

### У ролях
- Ксенія Лаврова-Глінка — Людмила Шутова
- Сергій Дрейден — Меєр Вольф
- Ольга Красько — Таня Сичова
- Ольга Мірошникова — Хан
- Анатолій Васильєв — Іван Кузьмич Чернишов
- Андрій Кузичев — Славка Лебедєв
- Сергій Угрюмов — Митя Жучков
- Зоя Терехова — Роза Гуревич
- Артур Смольянінов — Ленчик
- Микола Попков — Георгій Борисович Смородінов, лікар-хірург у санітарному поїзді
- Андрій Смоляков — старшина Одинцов
- Ганна Уколова — Аріша, медсестра в санітарному поїзді
- Лідія Пахомова — Таня Сичова (у 12-річному віці)
- Ксенія Баркалова — Хана (у 112-річному віці)
- Петро Томашевський — Васильєв
- Ілля Рубінштейн — Яків Гуревич
- Сергій Колесников — начальник санітарний поїзд
- Григорій Боковенко — начальник станції
- Сергій Крилов — Сеня Гуревич
- Назарій Прокопов — Іцхак Гуревич
- Вадим Кравчук — Шльома Гуревич
- Михайло Володін — «Спиря»
- Кирило Медведєв — «Сірий»
- Костянтин Іваночкин — «Шурець»
- Станіслав Бабаєв — «Буня»
- Олександр Обласов — поранений в операційній
- Юлія Александрова — студентка в гуртожитку

- А також: Борис Тренін, Давид Кудренацький, Олег Кудренацький, Павло Кудренацький, Богдан Кудренацький, Віра Харибіна, Дмитро Марін, Оксана Шелест, Юрій Істомін, Іван Бесєдін, Вадим Брозголь та інші.

## Знімальна група
- Автори сценарію: Володимир Машков та Ілля Рубінштейн, за мотивами п'єси Олександра Галича «Матроська тиша»
- Режисер фільму: Володимир Машков
- Режисер: Тамара Владимирцева
- Головний оператор: Олег Добронравов
- Головний художник: Володимир Аронін
- Звукорежисер: Катерина Попова-Еванс
- Художник по костюмах: Регіна Хомська
- Оператори: Владислав Берковець, Сергій Науугольних
- Продюсер: Михайло Зільберман
- Генеральні продюсери: Володимир Машков, Ігор Толстунов

## Саундтрек
- Ідея музики фільму: маестро Володимир Співаков.
- Композитор: Дмитро Атовмян.
- Прозвучали твори:
  - Д. Шостакович. Симфонія № 5 (оп. 47), Камерна симфонія (оп. 110а);
  - П. Чайковський. Концерт для скрипки з оркестром (оп. 35);
  - С. Рахманінов. Вокаліз;
  - Єгерський марш (старовинний російський марш);
  - Камерна симфонія для струнного оркестру до-мінор оп. 110а (Шостакович)[3].
- Виконавець:
  - Державний камерний оркестр «Віртуози Москви» (худ. керівник і диригент — Володимир Співаков);
    - Соло скрипки — Володимир Співаков, Олексій Лундін, Андрій Розендент.
    - Партія фортепіано — Сергій Безродний;

  - Симфонічний оркестр імені С. В. Рахманінова (диригент — Дмитро Атовмян);
  - Національний філармонічний оркестр Росії (худ. керівник і диригент — Володимир Співаков).
- Фонова музика:
  - «Лейся, песня» (муз. В. Пушкова, сл. А. Апсолона, Вик. Леонід Утьосов і його оркестр);
  - «Москва майская» (муза. Дм. і Дан. Покрасс, сл. В. Лебедєва-Кумача, Вик. оркестр і хор Большого театру СРСР);
  - «Спортивний марш» з к / ф «Воротар» (муз. І. Дунаєвського, сл. В. Лебедєва-Кумача, Вик. оркестр і хор Большого театру СРСР);
  - пісня з к / ф «Дівчина поспішає на побачення» (муз. І. Дунаєвського, сл. В. Лебедєва-Кумача, Вик. Єфрем Флакс, жіночий ансамбль і джаз-оркестр);
  - «Последний летний день» (муз. Олексанлра Цфасмана, Вик. оркестр п / у О. Цфасмана).

## Знімання
- Знімальний період картини тривав з 24 травня по 16 листопада 2003 року. Зйомки проводилися в Москва і в місті Кам'янець-Подільський.
- Експедицій до Кам'янця-Подільського було дві: влітку (з 11 липня по 26 серпня) знімали Тульчин 1929 року, восени (з 20 жовтня по 16 листопада) — Тульчин під час німецько-радянської війни.
- Дипломна робота Володимира Машкова (роль Абрама Шварца) в Школі-студії МХАТ, майстерні Олега Табакова, стала однією з найкращих за всю більш ніж вдалу акторську кар'єру. Табаков сказав: «Володя увійшов і в життя, і в театр, знаючи негативні сторони і життя, і театру. Важко починав, був вигнаний зі школи, знову повертався. Але шаленість бажання займатися своєю справою все пересилила… коли він зіграв старого Абрама Шварца в п'єсі Галича, стало ясно, що на світ з'явився актор…»[4].
- Машкову було всього 24 роки, коли він вперше зіграв роль Абрама Шварца, і з тих пір більше чотирьохсот разів виходив на сцену в його образі на сцені Московського Театру-студії під керівництвом Олега Табакова.
- Робоча назва фільму «Матроська тиша». Потім Машков змінив його на «Тато». Він вважає, що цей варіант найкраще відображає зміст фільму, що зводиться до однієї простої думки: діти часто дуже пізно усвідомлюють роль батьків у своєму житті. Машков зізнається, що ця тема близька йому зараз як ніколи. Своїх батьків він втратив, навчаючись на другому курсі театрального училища, і чим далі, тим більше переживає цю втрату. Ближчих людей, каже він, у нього не було і не буде[5].
- Дочку Олександра Галича, автора п'єси «Матроська тиша», за мотивами п'єси якого був знятий фільм, образило, що Машков навіть не спромігся поставити її до відома про свої плани, і ніякого дозволу на «мотиви» і зміну назви вона не давала[6].

## Технічні дані (DVD)
- Видавець: Central Partnership
- Формат: 16: 9
- Трек: Dolby Digital 5.1, DTS
- Регіон: 5
- Мова: Російська
- Субтитр: відсутні
- Тривалість: 94 хв.
- Доповнення: Відсутні

## Рецензії
Автор рецензії в «Независимой газете» Катерина Барабаш звинувачує фільм в «театральщині» і в тому, що фільм не вийшов, незважаючи на сльози в глядацькому залі і приз глядацьких симпатій на Московському фестивалі (фільм моментами дійсно бере за душу).
«Машков, здається, зібрав в образі Абрама всі відомі і коли-небудь видані ним зовнішні ознаки нещасних людей похилого віку: він брудний надзвичайно, головою трясе відчайдушно, метушиться понад всякої міри, інтонації виробив максимально придурочні. Здається, все: режисер, актори, художники — тільки і працювали на те, щоб образ Абрама став якомога більш явним, чим театральним, що б'є в очі. І правда, були моменти, коли ставало сумно, і можна зрозуміти тих, хто проливав щиру сльозу. Зрештою, у всіх є батьки і кожен відчуває провину перед ними. Гріх не поплакати.
Роль Абрама Шварца у Табакова була першою справжньою роллю Машкова, все, що він виніс тоді з цієї вистави, він з легкою душею переніс у фільм, не особливо навіть спромігшись поміняти театральний простір на кіношний. Перед нами, власне, перенесений на екран давній спектакль Табакова, і все. Це, до речі, до питання про батьків і синів. Практично ніде Машков не згадав той спектакль, який і став згодом фільмом „Тато“. Ніде він не подякував Табакова — ну просто за те, що саме там він і зіграв Абрама Шварца, якого і переніс потім на плівку. Схоже, про проблему батьків і дітей Машков тепер знає не з чуток. До речі, по Данте, одне з кіл пекла спеціально призначене для зрадників своїх благодійників».
Останні твердження, як мінімум, спірні, беручи до уваги, що не де-небудь, а в самих титрах фільму подяка режисера недвозначна: «Вчителю, Народному Артисту Олегу Табакову».

## Нагорода
Фільм «Тато» завоював наступні кінонагороди:
- 2004 — приз глядацьких симпатій на XXVI Московському міжнародному кінофестивалі.
- 2004 — приз за найкращу чоловічу роль на XII Фестивалі російського кіно « Вікно в Європу » у Виборзі (актор Володимир Машков).
- 2004 — приз «Виборзький рахунок» на XII Фестивалі російського кіно « Вікно в Європу » у Виборзі (режисер Володимир Машков).
- 2005 — кінопремія « Золотий орел » «Національної академії кінематографічних мистецтв і наук Росії» в Москві в номінації « Найкраща робота художника-постановника » за 2004 рік (Володимир Аронін).
- 2005 — приз «За найкращу чоловічу роль» на XIII Російському кінофестивалі «Віват, кіно Росії!» в Санкт-Петербурзі (актор Єгор Бероєв).

## Примітка
1. ↑  http://www.imdb.com/title/tt0416099/
2. 1 2  Художественный фильм «Папа» (Россия, 2004 год, режиссёр-постановщик — Владимир Машков). Информация о фильме, аннотация, награды. [Архівовано 29 жовтня 2020 у Wayback Machine.] Официальный сайт ООО «Продюсерская фирма Игоря Толстунова» (ООО «Профит») // profitkino.ru
3. ↑  «Папа»: Рецензия. kinoafisha.info. «Киноафиша». 9 вересня 2004. Архів оригіналу за 6 листопада 2012. Процитовано 7 вересня 2012.
4. ↑  Машков Владимир Львович: Биография // «Международный объединённый биографический центр» (biograph.ru) (архивировано 1 декабря 2007 года)
5. ↑  13 фактов о фильме «Папа». Журнал «Наше кино» // nashe-kino.ru. сентябрь—октябрь 2004 года. Архів оригіналу за 12 листопада 2007. Процитовано 8 червня 2009.
6. 1 2 3  Екатерина Барабаш. «Олигарх» в «Матросской тишине». — Впервые фильм Владимира Машкова «Папа» показали в конкурсе последнего Московского кинофестиваля. [Архівовано 7 серпня 2020 у Wayback Machine.] «Независимая газета» // ng.ru (14 сентября 2004 года)
7. ↑  Юрий Гладильщиков. Из России с УК и любовью «Коммерсантъ» // kommersant.ru (11 июля 2004 года)
8. ↑  Михаил Золотников. «Папа» вышел на экраны [Архівовано 27 листопада 2020 у Wayback Machine.] «Российская газета» // rg.ru (10 сентября 2004 года)